# Kobeljaky
Kobeljaky (ukrainisch Кобеляки; russisch Кобеляки Kobeljaki, polnisch Kobielaki) ist eine Stadt im Süden der zentralukrainischen Oblast Poltawa mit etwa 10.000 Einwohnern (2017).

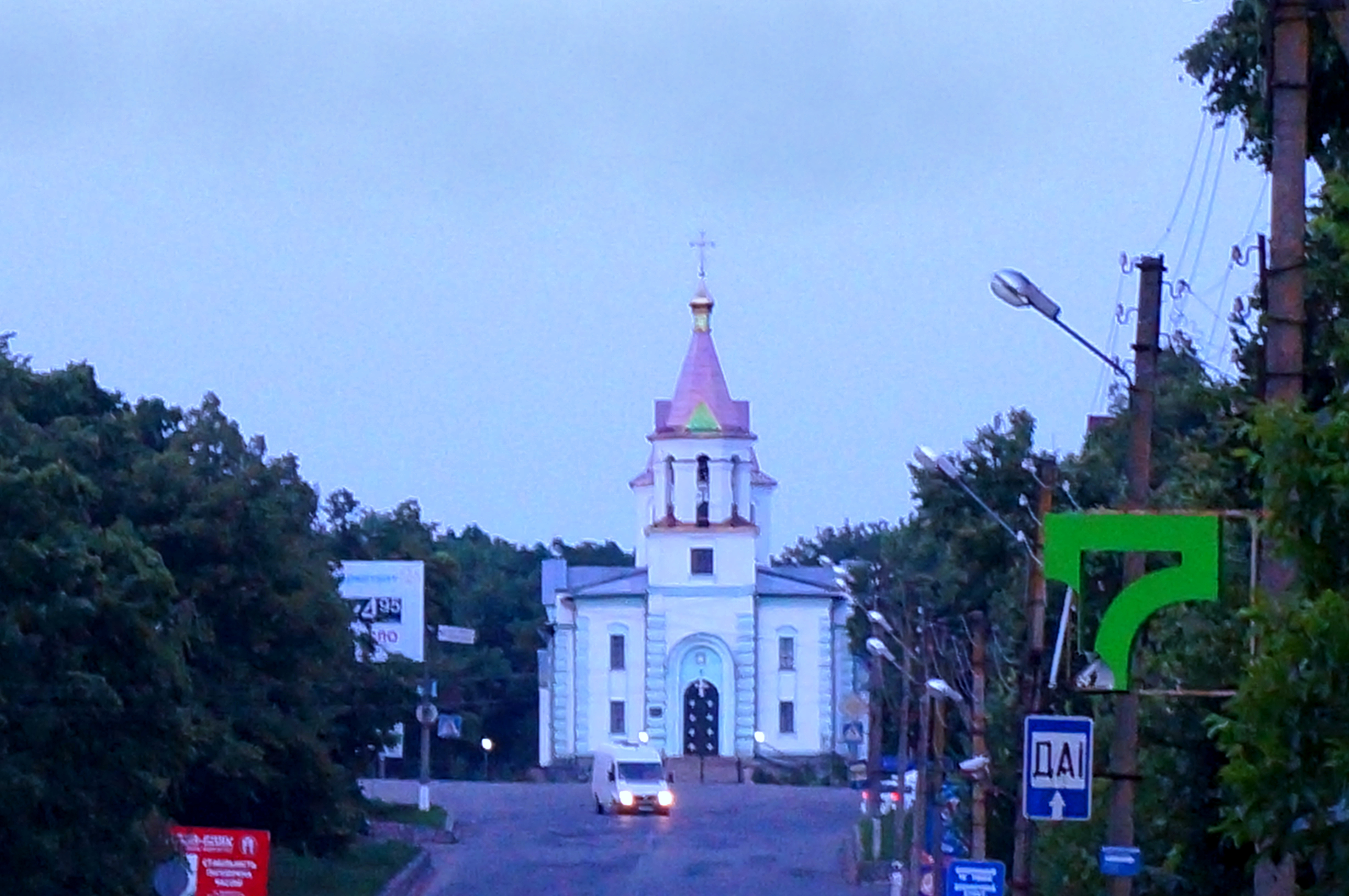
Kirche in Kobeljaky

Die Stadt war bis Juli 2020 das Zentrum des gleichnamigen Rajons Kobeljaky und liegt am rechten Ufer des Flusses Worskla, in welchen südlich des Stadtzentrums der Welykyj Kobeljatschok (Великий Кобелячок) mündet. Es ist umstritten, ob der Fluss dem Ort den Namen gab oder umgekehrt.

## Geschichte
Das Gebiet um Kobeljaky gehörte vom 11. bis 13. Jahrhundert zum Fürstentum Perejaslawl der Kiewer Rus. Die Gründung der heutigen Stadt erfolgte durch den polnischen Magnaten Nemiroff. Erste urkundliche Erwähnungen des Ortes finden sich aber erst auf den Karten von Y. Dankert (Entstehungsdatum zwischen 1620 und 1636) und F. Dewit (1632), welche in der Zeit des Kosakenstaates unter Bohdan Chmelnyzkyj entstanden. Seit 1649 war Kobeljaky Standort einer Kosaken-Hundertschaft des Poltawer Pulkes und erhielt 1654 den Status einer Stadt. 1768 wurde die Stadt im Zuge des 5. Russischen Türkenkrieges von Krimtataren zerstört.
Nachdem Kobaljaky 1773 Teil der Provinz Jekaterinoslaw geworden war, gehörte sie ab 1803 zum Gouvernement Poltawa und wurde Verwaltungszentrum einer Ujesd. In der zweiten Hälfte des 19. Jahrhunderts erfolgte die Gründung zahlreicher Schulen und Kultureinrichtungen. Zwischen 1859 und 1897 stieg die Bevölkerungszahl von 7.999 auf 10.487 Einwohner. Die Ukrainer stellten 1897 mit 73,5 % die größte Bevölkerungsgruppe. Daneben stellten Juden (20,1 %), Russen (5,3 %) und Polen (0,4 %) größere ethnische Gruppen.
Diese Anstieg setzte sich fort, so dass in der ca. 1907 bereits 15.862 Einwohner in der Stadt lebten, wobei der jüdische Anteil deutlich auf 29,5 % angewachsen war. Zu dieser Zeit gab es in dem Ort zwölf Stein-, 181 Holz- und 1.501 Lehmgebäude, 45 kleinere Produktionsbetriebe, 9 Wasser- und 20 Windmühlen, 6 milchverarbeitende Betriebe und 12 Schmieden. Neben einem Frauengymnasium und einer städtischen Lehranstalt verfügte Kobeljaky außerdem über vier Grundschulen, ein Krankenhaus und eine Apotheke. An religiösen Einrichtungen gab es neun orthodoxe Kirchen, eine Synagoge und zwei jüdische Gebetshäuser.
In der ersten Hälfte des 20. Jahrhunderts stagnierte die Stadtentwicklung. Dies lag nicht nur an dem russischen Bürgerkrieg, der Hungersnot und dem Zweiten Weltkrieg, sondern auch daran, dass die Stadt nicht an die 10 km nördlich verlaufende Bahnstrecke Poltawa–Krementschuk angeschlossen wurde. So erfolgten regionale Industrieansiedlungen eher an der Bahnstrecke, als in Kobeljaky. Im Jahr 1923 lebten in der Stadt 12.192 Einwohner. 1966 wurde Kobeljaky ans Gasnetz angeschlossen. Zwischen 1979 und 1989 wuchs die Einwohnerzahl von 11.902 auf 12.975 Einwohner, entwickelt sich aber seit Beginn der Transitionskrise rückläufig. Seit 1993 besteht eine Städtepartnerschaft mit der deutschen Stadt Singen.

## Wirtschaft und Verkehr

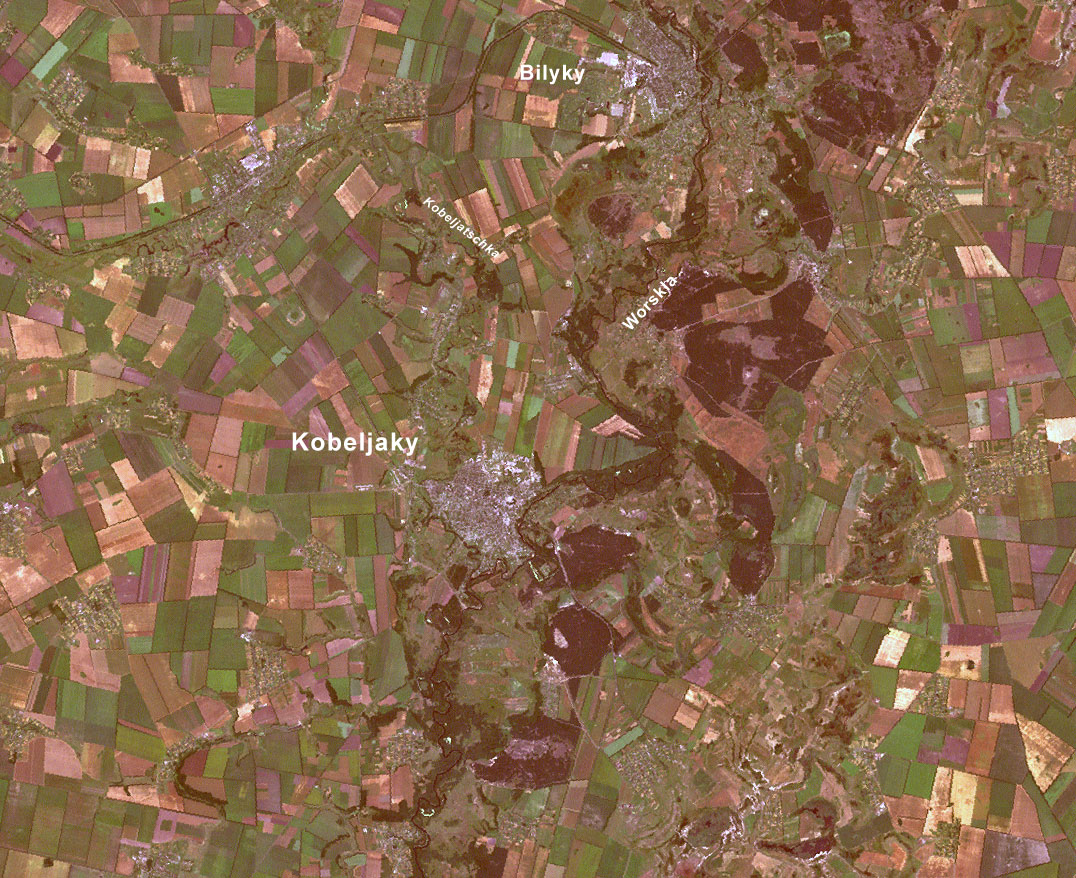
Landsat-Satellitenbild von Kobeljaky

Die industrielle Bedeutung der Stadt ist relativ gering. Es ist gibt lediglich einige nahrungsverarbeitende Betriebe. Kobeljaky liegt an der Territorialstraße T–04–04, welche 16 km westlich der Stadt mit der E-577 kreuzt. Die nächste Eisenbahnstation (Bahnstrecke Borschtschi–Charkiw) ist etwa 10 km nordwestlich gelegen und trägt den Namen der Stadt, befindet sich aber im Ortsgebiet des Dorfes Butenky.

## Verwaltungsgliederung
Am 12. Juni 2020 wurde die Stadt zum Zentrum der neugegründeten Stadtgemeinde Kobeljaky (Кобеляцька міська громада/Kobeljazka miska hromada). Zu dieser zählen auch die 62 in der untenstehenden Tabelle aufgelisteten Dörfer, bis dahin bildete sie die gleichnamige Stadtratsgemeinde Kobeljaky (Кобеляцька міська рада/Kobeljazka miska rada) im nördlichen Zentrum des Rajons Kobeljaky.
Am 17. Juli 2020 kam es im Zuge einer großen Rajonsreform zum Anschluss des Rajonsgebietes an den Rajon Poltawa.
Folgende Orte sind neben dem Hauptort Kobeljaky Teil der Gemeinde:
| Name                     | Name                 | Name                                             |
| ukrainisch transkribiert | ukrainisch           | russisch                                         |
| ------------------------ | -------------------- | ------------------------------------------------ |
| Bratschkiwka             | Брачківка            | Брачковка (Bratschkowka)                         |
| Brodschtschyna           | Бродщина             | Бродщина (Brodschtschina)                        |
| Brynsy                   | Бринзи               | Брынзы                                           |
| Daschkiwka               | Дашківка             | Дашковка (Daschkowka)                            |
| Demenky                  | Деменки              | Деменки (Demenki)                                |
| Hajmariwka               | Гаймарівка           | Гаймаровка (Gaimarowka)                          |
| Hajowe                   | Гайове               | Гаевое (Gajewoje)                                |
| Halahuriwka              | Галагурівка          | Галагуровка (Galagurowka)                        |
| Hali-Horbatky            | Галі-Горбатки        | Гали-Горбатки (Gali-Gorbatki)                    |
| Hanschiwka               | Ганжівка             | Ганжевка (Ganschewka)                            |
| Harbusiwka               | Гарбузівка           | Гарбузовка (Garbusowka)                          |
| Hryhoriwka               | Григорівка           | Григоровка (Grigorowka)                          |
| Hryzajiwka               | Грицаївка            | Грицаевка (Grizajewka)                           |
| Iwaniwka                 | Іванівка             | Ивановка (Iwanowka)                              |
| Jabluniwka               | Яблунівка            | Яблоновка (Jablonowka)                           |
| Kanawy                   | Канави               | Канавы                                           |
| Kolisnykiwka             | Колісниківка         | Колесниковка (Kolesnikowka)                      |
| Kowalenkiwka             | Коваленківка         | Коваленковка (Kowalenkowka)                      |
| Krasne                   | Красне               | Красное (Krasnoje)                               |
| Kuniwka                  | Кунівка              | Куневка (Kunewka)                                |
| Kyschenky                | Кишеньки             | Кишеньки (Kischenki)                             |
| Lebanewske               | Леваневське          | Леваневское (Lebanewskoje)                       |
| Lebedyne                 | Лебедине             | Лебедино (Lebedino)                              |
| Lessynky                 | Лесинки              | Лесинки (Lessinki)                               |
| Lischtschyniwka          | Ліщинівка            | Лещиновка (Leschtschinowka)                      |
| Lisne                    | Лісне                | Лесное (Lesnoje)                                 |
| Liwobereschna Sokilka    | Лівобережна Сокілка  | Левобережная Соколка (Lewobereschnaja Sokolka)   |
| Lutschky                 | Лучки                | Лучки (Lutschki)                                 |
| Lytwyny                  | Литвини              | Литвины (Litwiny)                                |
| Martyniwka               | Мартинівка           | Мартыновка (Martynowka)                          |
| Midjaniwka               | Мідянівка            | Медяновка (Medjanowka)                           |
| Morosy                   | Морози               | Морозы                                           |
| Mykolajiwka              | Миколаївка           | Николаевка (Nikolajewka)                         |
| Osera                    | Озера                | Озера                                            |
| Orlyk                    | Орлик                | Орлик (Orlik)                                    |
| Panske                   | Панське              | Панское (Panskoje)                               |
| Pawliwka                 | Павлівка             | Павловка (Pawlowka)                              |
| Perehoniwka              | Перегонівка          | Перегоновка (Peregonowka)                        |
| Pidhora                  | Підгора              | Подгора (Podgora)                                |
| Powody                   | Поводи               | Поводы                                           |
| Prawobereschna Sokilka   | Правобережна Сокілка | Правобережная Соколка (Prawobereschnaja Sokolka) |
| Proschtschuyrady         | Прощуради            | Прощурады (Proschtschurady)                      |
| Prosjanykiwka            | Просяниківка         | Просяниковка (Prosjanikowka)                     |
| Proskury                 | Проскури             | Проскуры                                         |
| Prydniprjanske           | Придніпрянське       | Приднепрянское (Pridneprjanskoje)                |
| Rewuschtschyne           | Ревущине             | Ревущино (Rewuschtschino)                        |
| Samarschtschyna          | Самарщина            | Самарщина (Samarschtschina)                      |
| Schabelnyky              | Шабельники           | Шабельники (Schabelniki)                         |
| Schenhury                | Шенгури              | Шенгуры (Schengury)                              |
| Schewtschenky            | Шевченки             | Шевченки (Schewtschenki)                         |
| Sinne                    | Сінне                | Сенное (Sennoje)                                 |
| Solotariwka              | Золотарівка          | Золотаревка (Solotarewka)                        |
| Sosniwka                 | Соснівка             | Сосновка (Sosnowka)                              |
| Suche                    | Сухе                 | Сухое (Suchoje)                                  |
| Suchyniwka               | Сухинівка            | Сухиновка (Suchinowka)                           |
| Switlohirske             | Світлогірське        | Светлогорское (Swetlogorskoje)                   |
| Tschkalowe               | Чкалове              | Чкалово (Tschkalowo)                             |
| Twerdochliby             | Твердохліби          | Твердохлебы (Twerdochleby)                       |
| Wassyliwka               | Василівка            | Васильевка (Wassiljewka)                         |
| Wibly                    | Вібли                | Виблы                                            |
| Wilchowatka              | Вільховатка          | Ольховатка (Olchowatka)                          |
| Wodolahiwka              | Водолагівка          | Водолаговка (Wodolagowka)                        |

## Persönlichkeiten
- Oleksij Iwachnenko (1913–2007), sowjetischer und ukrainischer Mathematiker
- Heorhij Prokopenko (1937–2021), sowjetischer Schwimmer

## Belege
1. ↑  Städte und Siedlungen in der Ukraine auf pop-stat.mashke.org; abgerufen am 18. Februar 2018
2. ↑  Кабінет Міністрів України Розпорядження від 12 червня 2020 р. № 721-р "Про визначення адміністративних центрів та затвердження територій територіальних громад Полтавської області"
3. ↑  Верховна Рада України; Постанова від 17.07.2020 № 807-IX Про утворення та ліквідацію районів